# Gotthold Donndorf
Gotthold Christoph Martin Gotthilf Donndorf (* 29. April 1887 in Alach; † 25. Februar 1968 in Hamburg) war ein deutscher evangelischer Pfarrer und Vorsteher des Rauhen Hauses in Hamburg.

## Leben

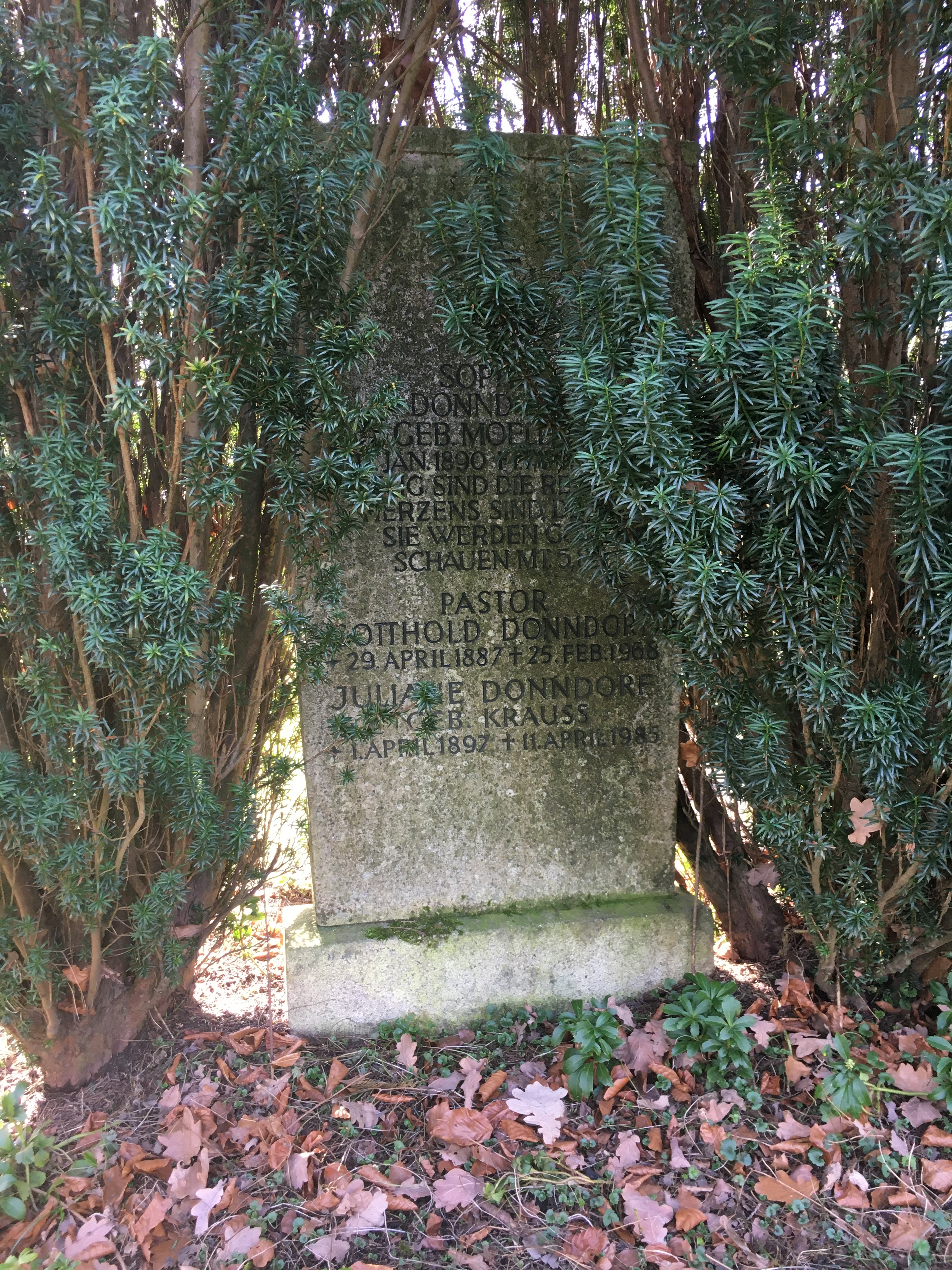
Grabstätte auf dem Friedhof Ohlsdorf

Donndorf studierte von 1908 bis 1911 in Bonn und Berlin evangelische Theologie und wurde dann Pfarrer in Sollstedt bei Nordhausen. Von 1921 bis 1934 war Donndorf erster Jugendpastor des neu gegründeten Kirchlichen Jugendamtes in Hamburg, in dieser Eigenschaft setzte er sich gegen die Eingliederung des evangelischen Jugendverbandes in die Hitler-Jugend zur Wehr. Ab 1934 war Donndorf Leiter des landeskirchlichen Amtes für innere Mission, und von 1939 bis zu seiner Pensionierung 1957 Vorsteher des Rauhen Hauses in Hamburg, dessen Wiederaufbau er nach dem Zweiten Weltkrieg maßgeblich prägte. Dazu gehörte auch die Neuerrichtung der Wichern-Schule (1956/7). Nach Donndorf wurde die Gotthold-Donndorf-Stiftung der Diakonie Hamburg benannt. Sein Bruder war der Maler Siegfried Donndorf, für dessen Dresdner Künstlergruppe er 1955 im Rauhen Haus die erste in sich geschlossene Ausstellung ostdeutscher Künstler im westlichen Teil Deutschlands nach dem Zweiten Weltkrieg ermöglichte.
Gotthold Donndorf wurde auf dem Friedhof Ohlsdorf beigesetzt. Die Grabstätte liegt nordöstlich von Kapelle 4 im Planquadrat J 11.

## Ehrungen
- 1957: Großes Verdienstkreuz der Bundesrepublik Deutschland